# Rainiharo

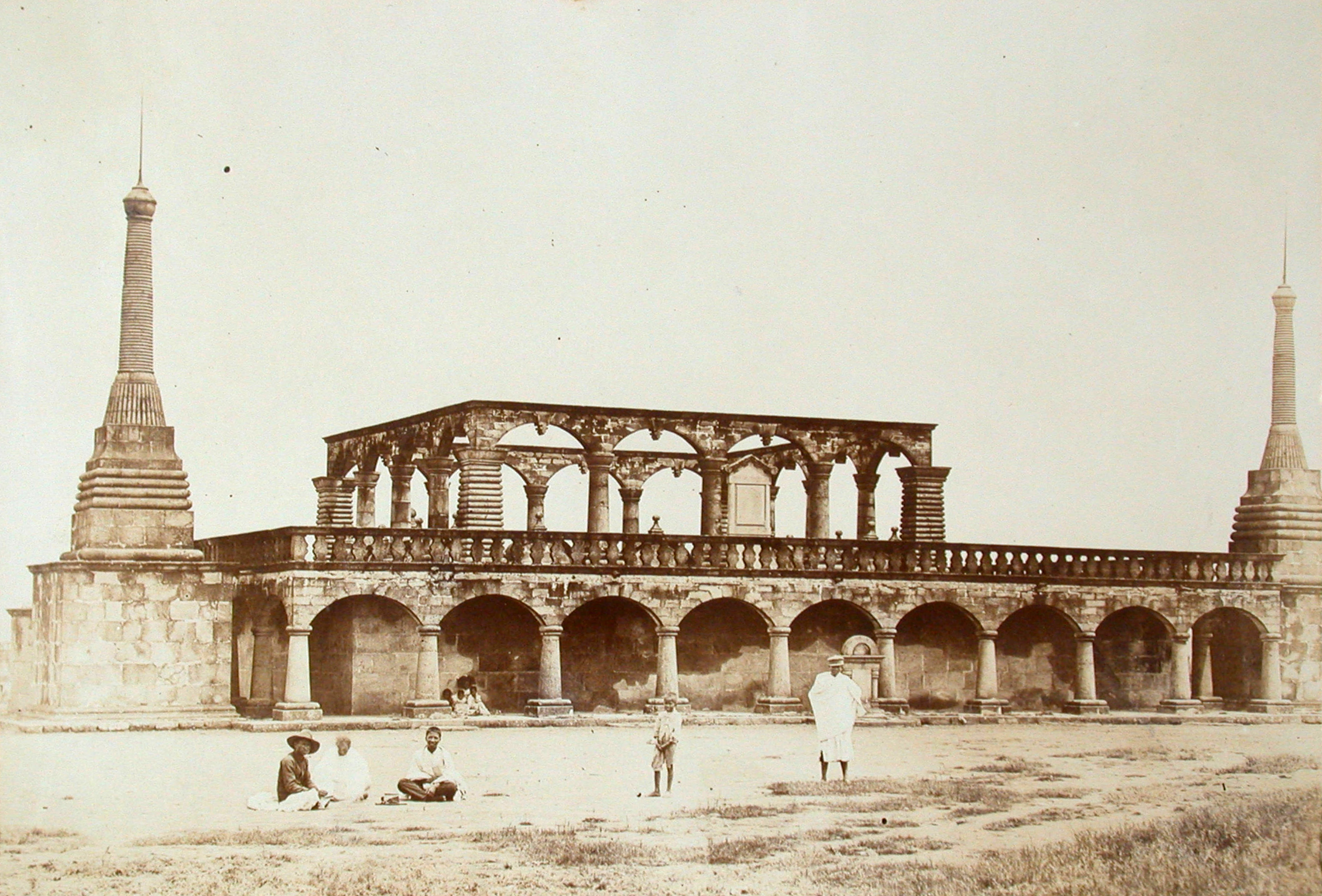
Rainiharos grav i Antananarivo, cirka 1900.

Rainiharo, död 10 februari 1852, var regeringschef på Madagaskar åren 1833–1852. Han var gift två gånger. Första gången med Rabodomiarana, som han fick fyra barn med. Två av sönerna som föddes inom äktenskapet, Rainivoninahitriniony och Rainilaiarivony, blev också premiärministrar. Han var i sitt andra äktenskap gift med Ranavalona I.